# Christoph Freitag
Christoph Freitag (* 21. Jänner 1990 in Judenburg) ist ein ehemaliger österreichischer Fußballspieler auf der Position eines Mittelfeldspielers.

## Karriere
Freitag begann seine aktive Karriere als Fußballspieler im nur wenige Kilometer von seinem Geburtsort entfernten Knittelfeld in der Steiermark. Dort spielte er von 1996 bis 2004 im Nachwuchs des ASK Rot-Weiss Knittelfeld und durchlief dabei mehrere Jugendspielklassen. Anfang Februar 2004 entschied sich Freitag zum ebenfalls in derselben Region ansässigen FC Knittelfeld zu wechseln. Fünf Monate später transferierte er in die Jugendabteilung des FK Austria Wien und besuchte nebenbei die Frank-Stronach-Akademie in Hollabrunn. Nachdem er in der Saison 2007/08 noch zu 18 Einsätzen in der von Toto gesponserten U-19-Jugendliga kam, stand er zeitgleich auch im Kader der zweiten Mannschaft der Austria, die ihren Spielbetrieb in der zweitklassigen Ersten Liga haben.
In der zweiten Mannschaft der Wiener Austria gab er am 25. April 2008 beim 4:1-Auswärtserfolg sein Debüt als Profifußballspieler, als er in der 63. Spielminute für Harald Unverdorben eingewechselt wurde. Im selben Spiel gelang ihm in der dritten Minute der Nachspielzeit nach einer Vorlage von Christian Haselberger der Treffer zum 4:1-Endstand.
Während der Saison kam der junge Mittelfeldakteur zu weiteren fünf Profieinsätzen. In der Spielzeit 2008/09 kam Freitag bei den Amateuren vermehrt zum Einsatz, anfangs schaffte er es allerdings nur zu einigen Kurzeinsätzen, später schaffte er es schon längere Zeit am Platz zu verbringen. Insgesamt kam der gebürtige Steirer in dieser Saison zu 24 Spielen sowie einem Torerfolg. Weiters absolvierte er drei Spiele im ÖFB-Cup 2008/09 und kam dabei sogar im Semifinale des Bewerbs zum Einsatz, das allerdings mit 1:3 gegen den FC Admira Wacker Mödling verloren wurde.
Damals bestritt Freitag mit seinem Team die Saison 2009/10 und kam dabei bis  zu neun Ligaeinsätzen, sowie zu zwei Treffern. Wie schon in der Vorsaison, war er auch beim ÖFB-Cup 2009/10 für die den FK Austria Wien II im Einsatz, musste mit dem Team jedoch schon in der zweiten Runde des Bewerbs nach einer 6:7-Niederlage im Elfmeterschießen gegen den Regionalligisten FC Blau-Weiß Linz ausscheiden, nachdem man in der ersten Runde nur knapp mit 9:8 nach dem Elfmeterschießen gegen den SV Horn weiterkam.
Neben seinen Einsätzen für die zweite Mannschaft der Wiener Austria kam er insgesamt zu vier Einsätzen für die Profimannschaft; allerdings nur in Test- bzw. Vorbereitungsspielen.
Im Sommer 2012 wechselte er zum SC Wiener Neustadt in die Bundesliga.
Nach dem Abstieg der Wiener Neustädter aus der Bundesliga wechselte Freitag mit Beginn der Saison 2015/16 zum Ligakonkurrenten FC Wacker Innsbruck. Mit Innsbruck stieg er 2018 in die Bundesliga auf. Mit Wacker musste er 2019 wieder aus der Bundesliga absteigen. Nach dem Abstieg wechselte er zur Saison 2019/20 zum Zweitligisten SC Austria Lustenau, bei dem er einen bis Juni 2021 laufenden Vertrag erhielt. Nach der Saison 2020/21 verließ er die Vorarlberger und wechselte zum Ligakonkurrenten SK Vorwärts Steyr, bei dem er einen bis Juni 2023 laufenden Vertrag erhielt.
In Steyr kam er aber, auch bedingt durch eine langwierige COVID-19-Infektion, nur neunmal in der 2. Liga zum Einsatz. Daher wurde sein Vertrag im Dezember 2022 vorzeitig beendet. Anschließend beendete er im Jänner 2023 seine Karriere 32-jährig.

## Privates
Er absolviert ein Fernstudium zum Thema Sport-Management.

## Erfolge
- 1× ÖFB-Cup-Semifinalist: 2008/09